# كاميلي باولوس
كاميلي باولوس هو أستاذ جامعي ومحامي وسياسي بلجيكي، ولد في 24 أبريل 1943 في Aartselaar ‏ في بلجيكا. نشط حزبياً في Open Flemish Liberals and Democrats ‏ (1972 – 1972). وقد انتخب governor ‏ أنتفيرب (1993 – 30 أبريل 2008).